# Circuito Turístico do Triângulo Mineiro

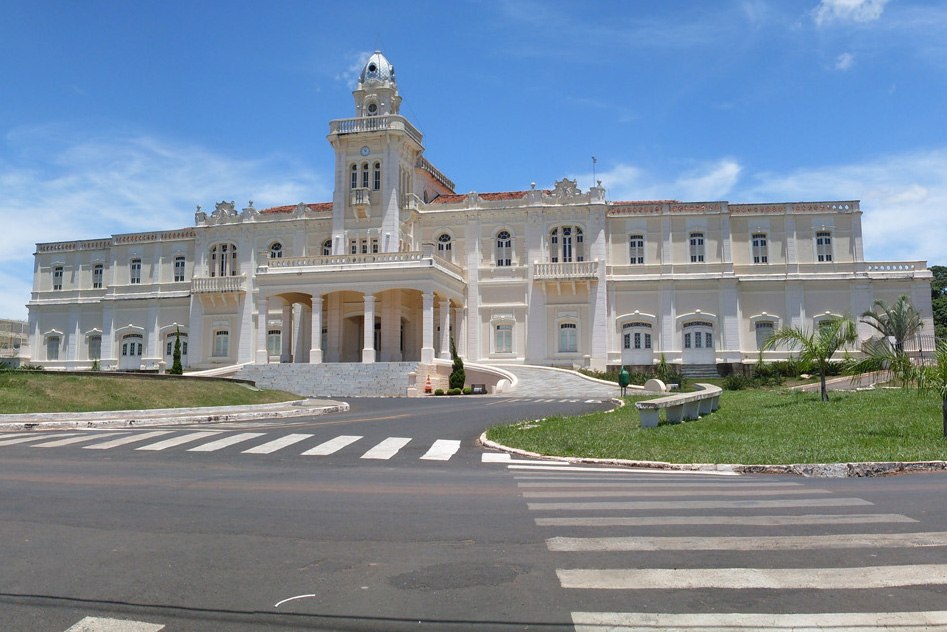
Sede da Prefeitura Municipal de Araguari.

Triângulo Mineiro é um circuito turístico do estado brasileiro de Minas Gerais.

## Localização
Localizado na mesorregião do Triângulo Mineiro e Alto Paranaíba, o circuito é constituído por sete municípios:
Araguari, Estrela do Sul, Iraí de Minas, Monte Carmelo, Romaria, Tupaciguara e Uberlândia.

## Acesso

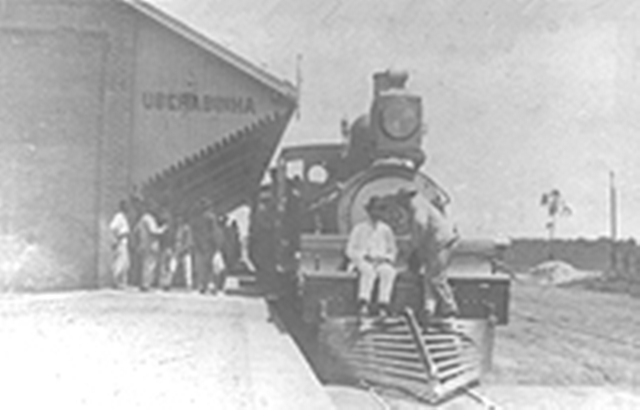
Locomotiva na estação da Estrada de Ferro Mogiana, em Uberlândia (1895).

As principais rodovias que integram os municípios do circuito são as federais BR-050, BR-365 e BR-452, além da rodovia estadual MG-223. O circuito é servido pelos aeroportos de Araguari e de Uberlândia, que é o terceiro maior do estado.
O transporte ferroviário, por sua vez, chegou à região em 1895 com a construção da estação de Uberlândia e, no ano seguinte, foi construída a estação de Araguari.

## Patrimônio histórico
Dentre as edificações que constituem o patrimônio histórico tombado pelo Instituto Estadual do Patrimônio Histórico e Artístico de Minas Gerais estão a igreja do Espírito Santo do Cerrado, em Uberlândia, projetada pela arquiteta Lina Bo Bardi, e o Conjunto Arquitetônico e Paisagístico da antiga Estação da Estrada de Ferro Goiás-Araguari, em Araguari.

## Turismo de negócios
Uberlândia é a cidade mais populosa do circuito e se destaca pelo turismo de negócios.

## Pesca e esportes náuticos

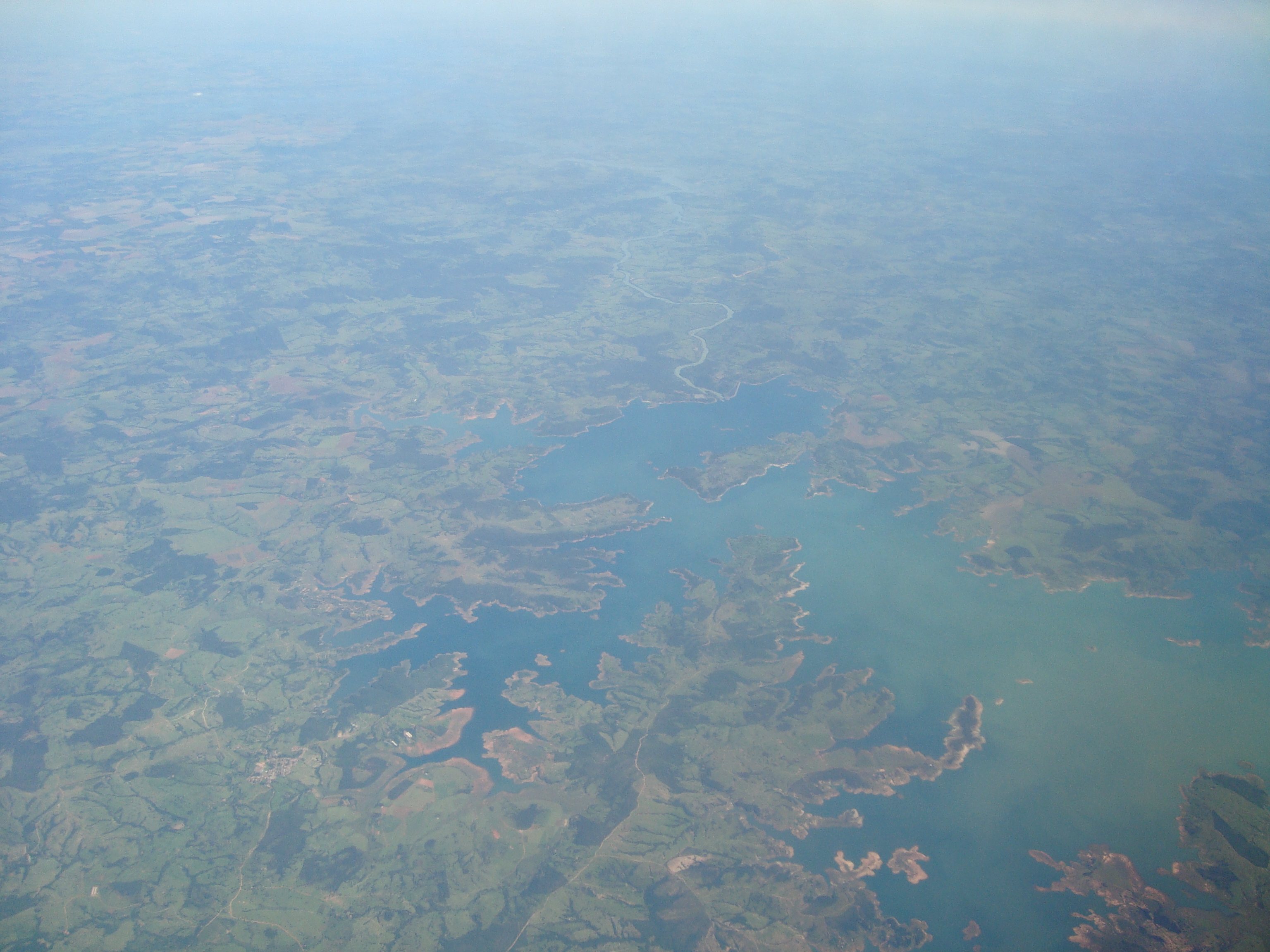
Reservatório da Usina Hidrelétrica de Emborcação, no rio Paranaíba.

A pesca e os esportes náuticos são praticados no reservatório da Usina Hidrelétrica de Emborcação, em Araguari.